# (929) Algunde
(929) Algunde ist ein Asteroid des Hauptgürtels, der am 10. März 1920 von dem deutschen Astronomen K. Reinmuth in Heidelberg entdeckt wurde.
Der Asteroid trägt der Tradition folgend einen weiblichen Vornamen, der jedoch keiner speziellen Person zuzuschreiben ist.